# 16. Infanterie-Brigade (Deutsches Kaiserreich)
Die 16. Infanterie-Brigade war ein Großverband der Preußischen Armee.

## Geschichte
Die 16. Infanterie-Brigade wurde am 4. Mai 1852 in Erfurt aufgestellt, wobei die bisherige 16. Infanterie-Brigade die Bezeichnung 31. Infanterie-Brigade erhielt. Sie hatte bis 1895 ihren Standort in Erfurt, als die Einheit nach Torgau verlegt wurde und war Teil der 8. Division mit Standort in Erfurt, die dem IV. Armee-Korps in Magdeburg zugeordnet war.

### Deutsch-Französischer Krieg 1870/1871
Im Deutsch-Französischen Krieg war die Brigade im Verband der 8. Division an der Schlacht bei
Weißenburg beteiligt.

### Erster Weltkrieg
Mit der Mobilmachung im August 1914 musste die Brigade das Brigade Ersatz Bataillon 16 aufstellen und kam im Verband der 8. Division ausschließlich an der Westfront zum Einsatz.
Zu den Kampfhandlungen, Gefechten und Schlachten siehe Kampfgeschehen der 8. Division.

## Gliederung
1852 bis 1859
- 32. Infanterie-Regiment, ab 1860 2. Thüringisches Infanterie-Regiment Nr. 32
- 32. Landwehr-Regiment,[3] ab 1860 2. Thüringisches Landwehr-Regiment Nr. 32

1860 bis 1861
- 2. Thüringisches Infanterie-Regiment Nr. 32
- 4. Thüringisches Infanterie-Regiment Nr. 72
- 2. Thüringisches Landwehr-Regiment Nr. 32

1862 bis 1866
- Magdeburgisches Füsilier-Regiment Nr. 36
- 4. Thüringisches Infanterie-Regiment Nr. 72
- 2. Thüringisches Landwehr-Regiment Nr. 32

1867
- 4. Thüringisches Infanterie-Regiment Nr. 72
- Schleswig-Holsteinsches Füsilier-Regiment Nr. 86
- 2. Thüringisches Landwehr-Regiment Nr. 32

1868 bis 1869
- 4. Thüringisches Infanterie-Regiment Nr. 72
- Schleswig-Holsteinsches Füsilier-Regiment Nr. 86
- 7. Thüringisches Infanterie-Regiment Nr. 96
- 4. Thüringisches Landwehr-Regiment Nr. 72
- 7. Thüringisches Landwehr-Regiment Nr. 96

1871 bis 1888
- Wie zuvor, ohne Schleswig-Holsteinsches Füsilier-Regiment Nr. 86

1889 bis 1897
- Wie zuvor, ohne Landwehr-Regimenter

1897 bis 1899
- Magdeburgisches Füsilier-Regiment Nr. 36
- 4. Thüringisches Infanterie-Regiment Nr. 72

1899 bis zur Mobilmachung 1914
- 4. Thüringisches Infanterie-Regiment Nr. 72
- 8. Thüringisches Infanterie-Regiment Nr. 153
- Vom 17. September 1916 bis 2. Oktober 1916 war der Brigade das 5. Hannoversche Infanterie-Regiment Nr. 165 unterstellt.

Kriegsgliederung am 31. Oktober 1918
- 4. Thüringisches Infanterie-Regiment Nr. 72
- Anhaltinisches Infanterie-Regiment Nr. 93
- 8. Thüringisches Infanterie-Regiment Nr. 153
- 5. Eskadron Husaren-Regiment Nr. 10

## Kommandeure
| Name                                 | Datum                                              |
| ------------------------------------ | -------------------------------------------------- |
| August von Schoeler                  | 4. Mai 1852 bis 6. Mai 1857                        |
| Karl von Schenck zu Schweinsberg     | 7. Mai 1857 bis 21. Mai 1858                       |
| Heinrich von Plonski                 | 22. Mai 1858 bis 2. Juni 1858                      |
| Karl August von Fallois              | 3. Juni 1858 bis 4. März 1863                      |
| Karl Heinrich von der Goltz          | 5. März 1863 bis 8. Januar 1864                    |
| Leopold von Stuckrad                 | 9. Januar 1864 bis 7. Mai 1866                     |
| Christoph von Schmidt                | 8. Mai 1866 bis 17. Juli 1870                      |
| Karl August von Scheffer             | 18. Juli 1870 bis 17. Mai 1876                     |
| Ernst von der Burg                   | 18. Mai 1876 bis 2. Februar 1880                   |
| Richard von Loewe                    | 3. Februar 1880 bis 10. November 1884              |
| Timon von Rauchhaupt                 | 11. November 1884 bis 10. März 1886                |
| Eberhard von Mantey                  | 11. Märez 1886 bis 18. August 1888                 |
| Karl von Briesen                     | 19. August 1888 bis 28. Juli 1890                  |
| Friedrich von Hagen (1835–1900)      | 29. Juli 1890 bis 17. Oktober 1891                 |
| Heinrich von Versen                  | 18. Oktober 1891 bis 22. März 1893                 |
| Raimund von Caprivi                  | 23. März 1893 bis 17. April 1896                   |
| Cecil von Renthe-Finck               | 18. April 1896 bis 24. März 1899                   |
| Walter von Gersdorff                 | 25. März 1899 bis 26. Januar 1902                  |
| Lothar von Trotha                    | 27. Januar 1902 bis 16. Februar 1903               |
| Edmund von Falkenstein               | 17. Februar 1903 bis 17. Oktober 1904              |
| Adolf von Oven                       | 18. Oktober 1904 bis 18. Dezember 1907             |
| Ernst von Pressentin                 | 19. Dezember 1907 bis 19. März 1911                |
| Heinrich von Vietinghoff gen. Scheel | 20. März 1911 bis 17. April 1913                   |
| Thaddäus von Jarotzky                | 18. April 1913 bis 19. August 1914                 |
| Ernst II. von Sachsen-Altenburg      | 20. August 1914 bis 29. August 1914                |
| Thaddäus von Jarotzky                | 30. August 1914 bis 6. Oktober 1914                |
| Ernst II. von Sachsen-Altenburg      | 7. Oktober 1914 bis 19. März 1915                  |
| Fritz von Zehmen                     | 20. März 1915 bis 16. September 1915               |
| Hans Hugo von Oertzen                | 17. September 1915 bis 9. Oktober 1916             |
| Wilhelm Zwenger                      | 12. Januar 1916 bis Oktober 1917                   |
| Aribert von Anhalt                   | Oktober 1917 bis 25. März 1918                     |
| Bernhard Bronsart von Schellendorff  | 26. März 1918 bis 24. April 1918                   |
| Ulrich Back                          | 25. April 1918 bis 28. Juni 1919 (Demobilisierung) |